# Оберн (Џорџија)
Оберн (Џорџија) (енгл. Auburn) град је у америчкој савезној држави Џорџија. По попису становништва из 2010. у њему је живело 6.887 становника.

## Демографија
Према попису становништва из 2010. у граду је живело 6.887 становника, што је 17 (0,2%) становника мање него 2000. године.
| Група             | 2000.         | 2010.         |
| Белци             | 6.026 (87,3%) | 5.598 (81,3%) |
| Афроамериканци    | 182 (2,6%)    | 336 (4,9%)    |
| Азијати           | 288 (4,2%)    | 282 (4,1%)    |
| Хиспаноамериканци | 300 (4,3%)    | 528 (7,7%)    |
| Укупно            | 6.904         | 6.887         |